# Boby na Zimních olympijských hrách 2014
Závody v bobech na Zimních olympijských hrách 2014 probíhaly od 16. do 23. února 2014 na dráze sáňkářského centra Sanki nedaleko Krasné Poljany. Na programu byly tři finálové závody, a to dvojbob mužů a žen a čtyřbob mužů.

## Program
Program podle oficiálních stránek.
| Den    | Datum          | Zahájení (UTC+4) | Zahájení (SEČ) | Závod                     |
| ------ | -------------- | ---------------- | -------------- | ------------------------- |
| den 10 | 16. února 2014 | 20:15            | 17:15          | dvojbob muži, jízdy 1 a 2 |
| den 11 | 17. února 2014 | 18:30            | 15:30          | dvojbob muži, jízdy 3 a 4 |
| den 12 | 18. února 2014 | 19:15            | 16:15          | dvojbob ženy, jízdy 1 a 2 |
| den 13 | 19. února 2014 | 20:15            | 17:15          | dvojbob ženy, jízdy 3 a 4 |
| den 16 | 22. února 2014 | 20:30            | 17:30          | čtyřbob muži, jízdy 1 a 2 |
| den 17 | 23. února 2014 | 13:30            | 10:30          | čtyřbob muži, jízdy 3 a 4 |

## Medailové pořadí zemí
| Pořadí | Země                         | Zlato | Stříbro | Bronz | Celkově |
| ------ | ---------------------------- | ----- | ------- | ----- | ------- |
| 1.     | Lotyšsko (LAT)               | 1     | 0       | 1     | 2       |
| 2.     | Kanada (CAN)                 | 1     | 0       | 0     | 1       |
| 2.     | Švýcarsko (SUI)              | 1     | 0       | 0     | 1       |
| 4.     | Spojené státy americké (USA) | 0     | 3       | 1     | 4       |
| 5.     | Velká Británie (GBR)         | 0     | 0       | 1     | 1       |
| Celkem | Celkem                       | 3     | 3       | 3     | 9       |

## Medailisté

### Muži
| Disciplína | Zlato                                                                                   | Výkon   | Stříbro                                                                                               | Výkon   | Bronz                                                                                  | Výkon   |
| ---------- | --------------------------------------------------------------------------------------- | ------- | --- | ------- | -------------------------------------------------------------------------------------- | ------- |
| dvojbob    | Švýcarsko (SUI) · Beat Hefti · Alex Baumann                                             | 3:46,05 | Spojené státy americké (USA) · Steven Holcomb · Steven Langton                                        | 3:46,27 | Lotyšsko (LAT) · Oskars Melbārdis · Daumants Dreiskens                                 | 3:46,48 |
| čtyřbob    | Lotyšsko (LAT) · Oskars Melbārdis · Arvis Vilkaste · Daumants Dreiškens · Jānis Strenga | 3:40,69 | Spojené státy americké (USA) · Steven Holcomb · Steven Langton · Curtis Tomasevicz · Christopher Fogt | 3:40,99 | Velká Británie (GBR) · John James Jackson · Stuart Benson · Bruce Tasker · Joel Fearon | 3:41,10 |

Ruské týmy původně získaly zlaté medaile v dvojbobu i čtyřbobu, ale v listopadu 2017 byly Mezinárodním olympijským výborem diskvalifikovány pro doping Alexandra Zubkova.

### Ženy
| Disciplína | Zlato                                                  | Výkon   | Stříbro                                                             | Výkon   | Bronz                                                          | Výkon   |
| ---------- | ------------------------------------------------------ | ------- | ------------------------------------------------------------------- | ------- | -------------------------------------------------------------- | ------- |
| dvojbob    | Kanada (CAN) · Kaillie Humphriesová · Heather Moyseová | 3:50,61 | Spojené státy americké (USA) · Elana Meyersová · Lauryn Williamsová | 3:50,71 | Spojené státy americké (USA) · Jamie Greubelová · Aja Evansová | 3:51,61 |

## Kvalifikace
Na Zimních olympijských hrách 2014 byla stanovena kvóta 170 startujících závodníků, a to nejvýše 130 mužů a 40 žen. Kvóty jednotlivým zemím byly přidělovány podle umístění ve světovém žebříčku v období od 1. října 2013 do 20. ledna 2014.